# Томень
Томень, Томені (рум. Tomeni) — село у повіті Олт в Румунії. Входить до складу комуни Осіка-де-Сус.
Село розташоване на відстані 138 км на захід від Бухареста, 15 км на південь від Слатіни, 43 км на схід від Крайови.

## Населення
За даними перепису населення 2002 року у селі проживали 462 особи, усі — румуни. Усі жителі села рідною мовою назвали румунську.